# District de Nianzishan
Le district de Nianzishan (碾子山区 ; pinyin : Niǎnzishān Qū) est une subdivision administrative de la province du Heilongjiang en Chine. Il est placé sous la juridiction de la ville-préfecture de Qiqihar.